# Zvezdastadion
Het Zvezdastadion (Russisch: Стадион «Звезда́») is een voetbalstadion in de Russische stad Perm. 
In het stadion speelt Amkar Perm haar thuiswedstrijden. Het stadion biedt plaats aan 17.000 toeschouwers.
Achmat Arena (Achmat Grozny) ·
Ak Bars Arena (Roebin Kazan) ·
Centraalstadion (FK Oeral) ·
Gazovikstadion (Gazovik Orenburg) ·
Krasnodarstadion FK Krasnodar ·
Krestovskistadion (FK Zenit Sint-Petersburg) ·
Olympisch Stadion Fisjt (PFK Sotsji) ·
Otkrytieje Arena (Spartak Moskou) ·
Rostov Arena (FK Rostov) ·
RZD Arena (Lokomotiv Moskou) ·
Solidarnost Arena (Krylja Sovetov Samara) ·
Stadion Kaliningrad (Baltika Kaliningrad) ·
Stadion Nizjni Novgorod (Volga Nizjni Novgorod) ·
Tsentralny Profsojoezstadion (Fakel Voronezj) ·
VEB Arena (CSKA Moskou) ·
VTB Arena Dinamo Moskou) ·
Arena Chimki (FK Chimki) ·
Arsenalstadion (FK Arsenal Toela) ·
Centraalstadion (FK Volgar Astrachan) ·
Centraalstadion (Jenisej Krasnojarsk) ·
Dinamostadion  (Dinamo Machatsjkala) ·
Edoeard Streltsovstadion (Torpedo Moskou) ·
Geologstadion (FK Tjoemen) ·
KAMAZstadion (KAMAZ Naberezjnye Tsjelny) ·
Koebanstadion (FK Koeban Krasnodar) ·
Kristallstadion  (FC Akron Tolyatti) ·
Leninstadion (SKA-Chabarovsk) ·
Lokomotivstadion (PFK Sokol Saratov) ·
Neftechimikstadion (FK Neftechimik Nizjnekamsk) ·
Petrovski (FC Leningradets Leningrad Oblast) ·
Sjinnikstadion (Sjinnik Jaroslavl) ·
Spartakovets (FC Rodina Moskou) · 
Spartakstadion (Alania Vladikavkaz) ·
Troedstadion (Tsjernomorets Novorossiejsk)
Centraalstadion (Roebin Kazan)